# Якиманка (район Москви)
Якиманка — район Москви. Розташований у Центральному адміністративному окрузі. До складу району входить західна частина історичного Замоскворіччя (кордон з районом Замоскворіччя проходить по вулиці Велика Ординка) в межах Садового кільця, а також Парк культури ім. Горького, Нескучний сад і ряд кварталів за Садовим кільцем (межа по Титовському проїзду, вулицях Академіка Петровського, Шаболовці, Хавській, Митній). На території району Якиманка розташована Державна Третьяковська галерея.

## Етимологія
Район названий по головній вулиці Якиманка (з кінця XVIII ст. це вулиця Велика Якиманка) отримала назву на честь Іоакима і Анни Благовіщенської церкви, вперше побудованої в 1493 році, і знесеної в 1969 році. Храм розташовувався на місці перетину вулиці Мала Якиманка і сучасного Якиманського проїзду.